# Okänd soldat (film, 1985)
Okänd soldat (Tuntematon sotilas på finska) är en finsk film från 1985, regisserad av Rauni Mollberg, filmen är en nyinspelning av den film med samma namn som hade premiär 1955. Filmen är liksom sin föregångare baserad på romanen Okänd soldat, författad av Väinö Linna.

## Handling i korthet
När Sovjetunionen 1941 anfölls av Tyskland valde Finland, efter att Sovjetunionen bombade Helsingfors, att gå med i kriget på Tysklands sida. Filmen utspelar sig under det så kallade fortsättningskriget, 1941–1944. Där får vi följa en finsk kulsprutepluton där kamratskap och hjältemod ställs i bjärt kontrast mot krigets vansinne.

## Rollista (urval)
- Risto Tuorila – Koskela
- Pirkka-Pekka Petelius – Hietanen
- Paavo Liski – Rokka
- Pertti Koivula – Lahtinen
- Pauli Poranen – Lehto
- Ossi-Ensio Korvuo – Määttä
- Tero Niva – Vanhala
- Mika Mäkelä – Rahikainen